# أدولف بوش
أدولف بوش (بالألمانية: Adolf Georg Wilhelm Busch)‏ هو معلم موسيقى وملحن ألماني وأمريكي، ولد في 8 أغسطس 1891 في زيغن في ألمانيا، وتوفي في 9 يونيو 1952 في غويلفورد في الولايات المتحدة.

## وصلات خارجية
- أدولف بوش على موقع الموسوعة البريطانية (الإنجليزية)
- أدولف بوش على موقع مونزينجر (الألمانية)
- أدولف بوش على موقع ميوزك برينز (الإنجليزية)
- أدولف بوش على موقع أول ميوزيك (الإنجليزية)
- أدولف بوش على موقع ديسكوغز (الإنجليزية)